# Emil Leeb
Emil Leeb (17 de junio de 1881 - 8 de septiembre de 1969) fue un general alemán durante la II Guerra Mundial. Un soldado profesional, vio servicio activo durante ambas Guerras Mundiales. El hermano mayor de Leeb fue el Mariscal de Campo Wilhelm Ritter von Leeb.

## Primera Guerra Mundial
Leeb entró en el servicio del Ejército el 7 de julio de 1901. Atendió a la Escuela de Guerra en Múnich, la Escuela Bávara de Artillería & Ingeniería, y después la Academia Bávara de Guerra. Antes y durante la I Guerra Mundial, Leeb sirvió como adjunto en unidades de artillería y después fue seleccionado como oficial del Estado Mayor General. Leeb fue promovido a capitán el 1 de junio de 1916. En junio de 1917, fue transferido al Estado Mayor General en el XV Cuerpo de Reserva Real Bávaro y a una división de infantería. Leeb participó en las batallas alrededor de Lorena, en el Norte de Francia, Galitzia, los Montes Cárpatos, Flandes y en la retirada alemana del Norte de Francia. El hermano mayor de Leeb, Wilhelm Ritter von Leeb, tenía el rango de caballero de "Ritter", no por nacimiento, sino gracias a la concesión de la Orden Militar de Max Joseph bávara y a una patente de nobleza. Por esto, el hermano mayor tenía “von” entre sus nombres, pero el hermano menor no.

## Periodo de entreguerras
Permaneciendo en el disminuido Reichswehr después del fin de la guerra en noviembre de 1918, durante 1919 Leeb sirvió como oficial del estado mayor con el 4.º Regimiento de Artillería de Campo Bávaro, el Destacamento Hierl (Freikorps), la 24.ª Brigada del Reichswehre, Niederwerfung des Spartacus Aufstandes en Baviera, antes de ocupar un puesto en el Ministerio de Guerra Alemán (1 de octubre de 1919 - 1 de octubre de 1921), un regimiento de artillería (1 de octubre de 1921 - 1 de octubre de 1924), y en la Academia de Guerra (7.ª División) en Múnich (1924 - 1 de octubre de 1928). Fue promovido a Mayor el 1 de febrero de 1926. Entre 1929 y 1933, Leeb sirvió como comandante del Escuadrón de Transporte y Observación de Montaña en Landsberg. Se convirtió en oficial de suministros en el Ministerio de Guerra (1 de abril de 1933 - 1 de abril de 1936), antes de ser promovido a Generalmajor el 1 de julio de 1935, y más tarde recibió el mando de la 15.ª División de Infantería (1 de abril de 1936 - 1 de abril de 1939) en Frankfurt am Main. Después de ser promovido a generalleutnant a principios de 1937, se convirtió en comandante general del XI Cuerpo de Ejército (1 de abril de 1939 - 16 de abril de 1940) en Hanóver, donde fue el responsable del reclutamiento, entrenamiento y movilización. Durante este periodo fue promovido a General de Artillería (1 de abril de 1939) y también se convirtió en comandante del Distrito Militar XI (1 de abril de 1939 - 31 de agosto de 1939).

## Segunda Guerra Mundial
Leeb tomó parte en la invasión de Polonia, con su XI Cuerpo atacando en dirección a Varsovia. Inicialmente reportó a Walther von Reichenau del 10.º Ejército, antes de que su unidad formara el ala izquierda del camino de Reichenau hacia Łódź. Más tarde, su unidad fue transferida al 8.º Ejército de Johannes Blaskowitz en su ataque desde la región oriental-central de Alemania hacia el occidente-central de Polonia, antes de avanzar hacia Varsovia. El 15 de abril de 1940, Leeb se convirtió en Jefe del Waffenamt (Depósito de Artillería del Ejército) en el Ministerio de Guerra en Berlín (15 de abril de 1940 - 1 de enero de 1945). Su predecesor Karl Becker, se había suicidado porque no era capaz de proporcionar suministros a las unidades de campo con municiones. Durante este periodo, Leeb también sirvió como consejero de la Compañía de Obras de Armamento e Ingeniería Mecánica, que estaba dirigida por Hermann Göring en Berlín (17 de enero de 1941 - 29 de diciembre de 1942), y después sirvió como miembro del Servicio de Asesoramiento de Armamento (diciembre de 1942 - 1 de mayo de 1945). A finales de 1944, la sección de Leeb pasó a formar parte del Ejército de Reemplazo de Heinrich Himmler. Leeb se retiró el 1 de mayo de 1945, el día siguiente de la muerte de Adolf Hitler.